# Trosa község
Trosa község (svédül: Trosa kommun) Svédország 290 községének egyike. Södermanland megyében található, székhelye Trosa.

## Települések
A község települései:
| Település           | Népesség | Megjegyzés         |
| ------------------- | -------- | ------------------ |
| Stensund och Krymla | 347      |                    |
| Sund                | 330      |                    |
| Trosa               | 4633     | a község székhelye |
| Vagnhärad           | 3221     |                    |
| Västerljung         | 372      |                    |